# Illice deserta
Illice deserta là một loài bướm đêm thuộc phân họ Arctiinae, họ Erebidae.